# سیارک ۲۸۰۳
سیارک ۲۸۰۳ (به انگلیسی: 2803 Vilho، نامگذاری:1940WG) دو هزار و هشتصد و سومین سیارک کشف شده‌است که در ۲۹ نوامبر ۱۹۴۰ کشف شد.
قدر مطلق سیارک برابر ۱۱٫۸۰ است.